# Mazrak Zadran
Mazrak Zadran of Mazrak Khan was een Zadran-stamhoofd die tegen de Afghaanse regering vocht tijdens de Afghaanse stamopstanden van 1944 tot 1947. Sommige bronnen geven zijn voornaam als Mazarak aan.

## Persoonlijk leven en uiterlijk
Mazrak was de oudste van de 9 of 18 zonen van Babrak-Khan, die Zadran-stamhoofd was ten tijde van de geboorte van Mazrak. Een van de broers van Mazrak was Saad Akbar Babrak, die een Pathaans nationalist was en later verantwoordelijk zou zijn voor de moord op de eerste premier van Pakistan, Liaqat Ali Khan. Het winterverblijf van Mazrak was in het dorp Almara. Zijn uiterlijk werd beschreven als een "typische ruige Pathaan, zelfverzekerd van zijn uiterlijk en houding, zacht gesproken, met een sfeer van zelfverworven adel. Hij was in lichtbruine salwar kameez, zwarte hoge Liaquat-pet, zwarte schoenen, geverfde baard en snor.

## Stamhoofd
Mazrak kwam aan de macht na de dood van zijn vader. Hij steunde de restauratie van Amanoellah Khan, een koning van Afghanistan, die werd afgezet in de Afghaanse burgeroorlog van 1928 tot 1929. In april 1944 leidde Mazrak een hinderlaag tegen regeringstroepen in de zuidelijke provincie, waarna hij werd teruggeslagen en gedwongen zich terug te trekken in de heuvels. Hij bleef voor de volgende jaren tegen de Afghaanse regering vechten. Eind 1944 viel hij de Britse Raj binnen, waar hij werd vergezeld door een sultan Ahmed, een stamhoofd uit Beloetsjistan Ze werden later vergezeld door een andere rebellenleider met de bijnaam Pak.
Het succes van Mazrak zou echter niet blijven bestaan. Hij werd gedwongen het Britse grondgebied te verlaten vanwege het Britse bombardement. In oktober 1945 gaven de meeste Safi zich over, gevolgd door de overgave van Sultan Ahmad in november. Toch bleven Mazrak en zijn broer Sher Muhd Khan vechten; ze weigerden zich over te geven tot 11 januari 1947.

## Successie
In het Engels boek Political conspiracies in Pakistan (politieke samenzweringen in Pakistan), geschreven in 1969, wordt gesteld dat het hoofd van Zadran destijds Abdulla Khan Jadran Yawan was, hoewel het onduidelijk is of opvolging onmiddellijk was of dat iemand anders stamhoofd was tussen Mazrak en Abdulla.

## Ballingschap en later leven
Na zijn overgave werd Mazrak geïnterneerd in Abbottabad. Tijdens de Eerste Kasjmiroorlog moedigde Mazrak (die nog steeds gevangen zat) zijn volgelingen aan om zich aan te sluiten bij de Reguliere Strijdmacht van Azad Kashmir om "Kashmir te bevrijden van de Hindoe-heerschappij". In 1972 werd Mazrak, die nog in Abbottabad was, geïnterviewd door Zubair Qureshi over zijn broer's dodelijke aanslag op Liaqat Ali Khan. Mazrak stond erop dat zijn broer de premier niet vermoordde en verklaarde dat hij nog steeds een stipendium ($ 255 maandelijks) kreeg van de Pakistaanse regering, die zijn enige bron van inkomsten was en genoeg was voor zijn leven en incidentele reizen naar vakantie resorts. Zijn favoriete zomervlucht was Shogran in de Kaghan-vallei.